# Municipio de Harmon (Illinois)
El municipio de Harmon (en inglés: Harmon Township) es un municipio ubicado en el condado de Lee en el estado estadounidense de Illinois. En el año 2010 tenía una población de 378 habitantes y una densidad poblacional de 4,07 personas por km².

## Geografía
El municipio de Harmon se encuentra ubicado en las coordenadas 41°42′54″N 89°34′26″O / 41.71500, -89.57389. Según la Oficina del Censo de los Estados Unidos, el municipio tiene una superficie total de 92.89 km², de la cual 92,89 km² corresponden a tierra firme y (0 %) 0 km² es agua.

## Demografía
Según el censo de 2010, había 378 personas residiendo en el municipio de Harmon. La densidad de población era de 4,07 hab./km². De los 378 habitantes, el municipio de Harmon estaba compuesto por el 93,65 % blancos, el 1,59 % eran asiáticos, el 0,26 % eran isleños del Pacífico, el 2,65 % eran de otras razas y el 1,85 % eran de una mezcla de razas. Del total de la población el 5,56 % eran hispanos o latinos de cualquier raza.